# Miss Grand Venezuela 2022
El Miss Grand Venezuela 2022 fue la 1.ª edición del certamen Miss Grand Venezuela, cuya final se llevó a cabo en el Teatro Municipal de la ciudad de Caracas, Venezuela el sábado, 13 de agosto de 2022. Candidatas de diversos estados y regiones del país compitieron por el título. Al final del evento, Vanessa Coello, Miss Grand Venezuela 2021 de Monagas, coronó a su sucesora Valentina Martínez de Anzoátegui. La ganadora representará a Venezuela en el Miss Grand Internacional 2023.

## Resultados

### Miss Grand Venezuela 2022
| Resultado final      | Candidata |
| -------------------- | --- |
| Miss Grand Venezuela | - Anzoátegui - Valentina Martínez |
| Primera Finalista    | - Barinas - Delia Santander |
| Segunda Finalista    | - Táchira - Paola Castillo |
| Tercera Finalista    | - La Guaira - Valeria Camacho |
| Cuarta Finalista     | - Mérida - Valeria Cárdenas Δ |
| Top 12               | - Amazonas - María José Pernía - Bolívar - Indira Zaraza - Guárico - Marián Pérez - Nueva Esparta - Alia Abized - Portuguesa - Zuly Nicols - Sucre - Génesis Bartolomé - Zulia - Neilenys Cervantes Δ |
| Top 16               | - Carabobo - Sylvana Carmona - Distrito Capital - Daniela Durán - Lara - Alejandra Ríos - Miranda - Ivana Valsint                                                                                     |

- Δ Votada por el público vía internet para completar el cuadro de las 12 semifinalistas.

### Miss Elite Venezuela 2023
La competencia de Miss Grand Venezuela 2022 vio también la elección de Miss Elite Venezuela 2023. Yanuaria Verde, Miss Elite Venezuela 2022 de Apure coronó a su sucesora: Alia Abized de Nueva Esparta como la Miss Elite Venezuela 2023. La ganadora representara al país en Miss Elite World 2023 a celebrarse en junio de 2023 en Egipto.
Resultados
| Resultado Final           | Candidata                        |
| ------------------------- | -------------------------------- |
| Miss Elite Venezuela 2023 | Nueva Esparta - Alia Abized      |
| Primera Finalista         | Distrito Capital - Daniela Durán |
| Segunda Finalista         | Sucre - Génesis Bartolomé        |

## Premios especiales
| Premio                 | Candidata                                            |
| ---------------------- | ---------------------------------------------------- |
| Miss Grand Fotogénica  | Carabobo - Sylvana Carmona                           |
| Miss Grand Interactiva | Anzoátegui - Valentina Martínez                      |
| Miss Grand TikTok      | Distrito Capital - Daniela Durán                     |
| Miss Elegancia         | Lara - Alejandra Ríos                                |
| Voto Popular           | Mérida - Valeria Cárdenas Zulia - Neilenys Cervantes |
| Mejor Cuerpo           | Táchira - Paola Castillo                             |
| Mejor Pasarela         | Portuguesa - Zuly Nicols                             |
| Mejor Rostro           | Barinas - Delia Santander                            |

## Candidatas
22 candidatas han sido confirmadas:
(En la tabla se utiliza su nombre completo, los sobrenombres van entrecomillados y los apellidos utilizados como nombre artístico, entre paréntesis; fuera de ella se utilizan sus nombres «artísticos» o simplificados).
| Estado/Región          | Candidata                                 | Edad | Estatura        | Ciudad natal    |
| ---------------------- | ----------------------------------------- | ---- | --------------- | --------------- |
| Amazonas               | María José Pernía Mora                    | 26   | 1,73 m (5′ 8″)  | San Cristóbal   |
| Anzoátegui             | Valentina del Pilar Martínez Landkœr      | 22   | 1,74 m (5′ 9″)  | Puerto La Cruz  |
| Aragua                 | Daniellys Kateryn Ojeda Ramírez           | 24   | 1,75 m (5′ 9″)  | Maracay         |
| Barinas                | Delia María Santander Moreno              | 20   | 1,72 m (5′ 8″)  | La Grita        |
| Bolívar                | Indira Zaraza Cordero                     | 23   | 1,83 m (6′ 0″)  | Ciudad Guayana  |
| Carabobo               | Sylvana Michelle Carmona Castillo         | 28   | 1,72 m (5′ 8″)  | Maracay         |
| Cojedes                | María Valentina Bonalde Gutiérrez         | 20   | 1,70 m (5′ 7″)  | Araure          |
| Dependencias Federales | Dariana Alexandra Pacheco Romero          | 22   | 1,78 m (5′ 10″) | La Guaira       |
| Distrito Capital       | Daniela Isabel Durán Paiva                | 26   | 1,68 m (5′ 6″)  | Caracas         |
| Falcón                 | Gisselle Paola Dos Santos Ferreira        | 18   | 1,72 m (5′ 8″)  | Ocumare del Tuy |
| Guárico                | Marián Beatriz Del Valle Pérez González   | 21   | 1,74 m (5′ 9″)  | Puerto La Cruz  |
| La Guaira              | Valeria Valentina Camacho Sifontes        | 17   | 1,79 m (5′ 10″) | La Guaira       |
| Lara                   | Alejandra Nathaly Ríos Portillo           | 21   | 1,72 m (5′ 8″)  | Maracaibo       |
| Mérida                 | Annet Valeria Cárdenas Carrero            | 19   | 1,75 m (5′ 9″)  | San Cristóbal   |
| Miranda                | Ivana Julieta Valsint López               | 22   | 1,68 m (5′ 6″)  | Caracas         |
| Monagas                | Mayra Alejandra Carrillo Rivero           | 20   | 1,83 m (6′ 0″)  | Caracas         |
| Nueva Esparta          | Aliyou Zairy Morales Montes «Alia Abized» | 19   | 1,80 m (5′ 11″) | Ciudad Bolívar  |
| Portuguesa             | Zuly Nicols Alvarado Meléndez             | 22   | 1,77 m (5′ 10″) | Acarigua        |
| Sucre                  | Génesis Yuliet Bartolomé Mendoza          | 24   | 1,78 m (5′ 10″) | Caracas         |
| Táchira                | Iraima Paola Castillo Alarcón             | 26   | 1,74 m (5′ 9″)  | Rubio           |
| Trujillo               | Johanna Alexandra Villamizar Varela       | 22   | 1,74 m (5′ 9″)  | San Cristóbal   |
| Zulia                  | Neilenys Cervantes Domínguez              | 19   | 1,80 m (5′ 11″) | Maracaibo       |

### Retiros
- Betzy de los Ángeles Capicciotti Herrera (Guárico) se retiró por diferencias con la franquicia regional de Miss Grand Guárico.

## Datos acerca de las delegadas
- Algunas de las delegadas quizás nacieron o viven en otro país distinto al que representaron, o bien, tienen un origen étnico distinto:
  - Alia Morales (Nueva Esparta) tiene ascendencia libanesa.
  - Valentina Martínez (Anzoátegui) tiene ascendencia neerlandesa.
  - Gisselle Paola Dos Santos Ferreira (Falcón) tiene ascendencia portuguesa.
  - Ivana Julieta Valsint López (Miranda) tiene ascendencia francesa.